# An Evening with Adele
An Evening With Adele fue la gira de conciertos debut de la cantante y compositora británica Adele, en apoyo de su primer álbum, 19. La gira consistió de 78 shows, pasando por Europa y Norteamérica.

## Acto de apertura
- The Script (Norteamérica - primavera 2009)[2][3][4][5]
- James Morrison (Norteamérica - enero de 2009)[6][7]
- Sam Sparro (Reino Unido - verano 2008)[8]

## Lista de canciones
1. "Cold Shoulder"
2. "Melt My Heart to Stone"
3. "Daydreamer"
4. "Best for Last"
5. "Right as Rain"

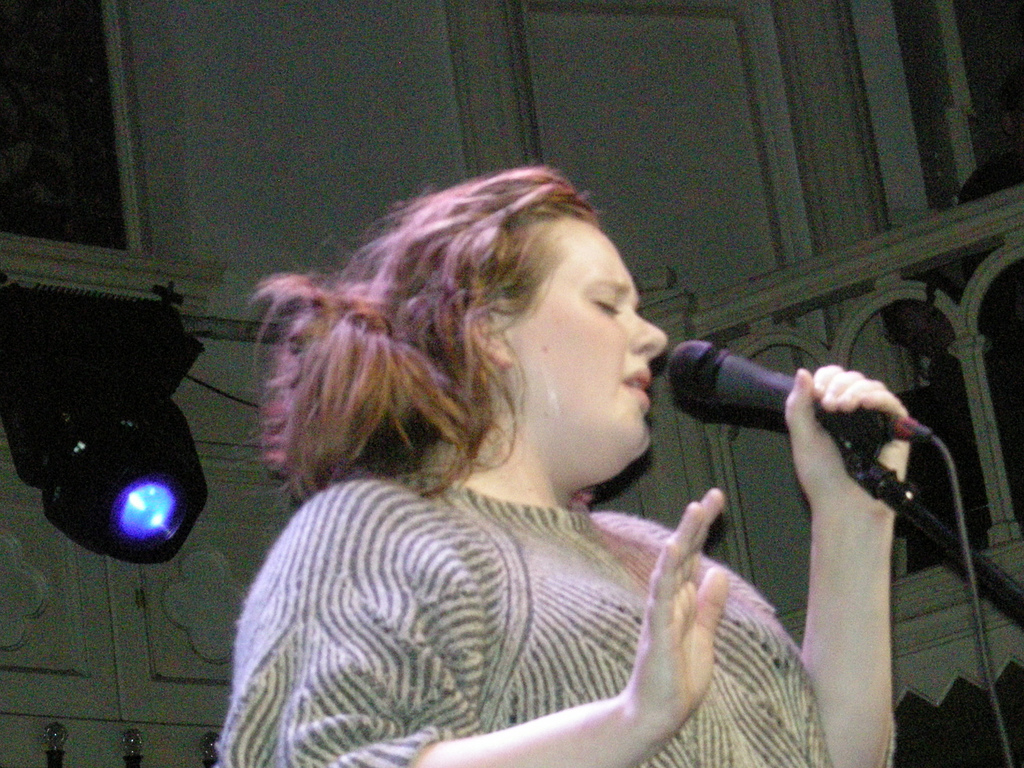
Adele cantando en Paradiso durante el tour, en 2008.

6. "Many Shades of Black" (cover de The Raconteurs)
7. "First Love"
8. "Tired"
9. "Make You Feel My Love" (cover de Bob Dylan)
10. "Fool That I Am" (cover de Etta James)
11. "Hometown Glory"

Encore
1. "Crazy for You"
2. "That's It, I Quit, I Movin' On" (cover de Sam Cooke)
3. "Chasing Pavements"

Fuente:

## Fechas
| Fecha                   | Ciudad           | País           | Recinto                          |
| ----------------------- | ---------------- | -------------- | -------------------------------- |
| Europa                  |                  |                |                                  |
| 27 de enero de 2008     | Mánchester       | Inglaterra     | Royal Northern College of Music  |
| 29 de enero de 2008     | Londres          | Inglaterra     | Bloomsbury Theatre               |
| 2 de febrero de 2008    | Glasgow          | Escocia        | The Classic Grand                |
| 3 de febrero de 2008    | Birmingham       | Inglaterra     | The Glee Club                    |
| 2 de marzo de 2008      | Dublin           | Irlanda        | Crawdaddy                        |
| 4 de marzo de 2008      | Bruselas         | Bélgica        | Ancienne Belgique                |
| 6 de marzo de 2008      | Hamburgo         | Alemania       | Stage Club                       |
| América del Norte       |                  |                |                                  |
| 12 de marzo de 2008     | Austin           | Estados Unidos | SXSW                             |
| 13 de marzo de 2008     | Austin           | Estados Unidos | SXSW                             |
| 17 de marzo de 2008     | Nueva York       | Estados Unidos | Joe's Pub                        |
| 18 de marzo de 2008     | Nueva York       | Estados Unidos | Joe's Pub                        |
| 20 de marzo de 2008     | Los Ángeles      | Estados Unidos | Hotel Cafe                       |
| 25 de marzo de 2008     | Montreal         | Canadá         | Just for Laughs Museum           |
| 27 de marzo de 2008     | Toronto          | Canadá         | The Rivoli                       |
| Europa                  |                  |                |                                  |
| 23 de abril de 2008     | Cardiff          | Gales          | Saint David's Half               |
| 24 de abril de 2008     | Newcastle        | Inglaterra     | The Journal Tyne Theatre         |
| 26 de abril de 2008     | Edinburgo        | Escocia        | The Queen's Hall                 |
| 28 de abril de 2008     | York             | Reino Unido    | Grand Opera House                |
| 30 de abril de 2008     | Salford          | Reino Unido    | Lowry Centre                     |
| 1 de mayo de 2008       | Cambridge        | Reino Unido    | Cambridge Corn Exchange          |
| 3 de mayo de 2008       | Southampton      | Reino Unido    | Southampton Guildhall            |
| 4 de mayo de 2008       | Birmingham       | Reino Unido    | New Alexandra Theatre            |
| 6 de mayo de 2008       | Londres          | Reino Unido    | O2 Shepherds Bush Empire         |
| 7 de mayo de 2008       | Londres          | Reino Unido    | O2 Shepherds Bush Empire         |
| 10 de mayo de 2008      | Maidstone        | Reino Unido    | Radio 1's Big Weekend            |
| 16 de mayo de 2008      | Dublin           | Irlanda        | Vicar Street                     |
| América del Norte       |                  |                |                                  |
| 21 de mayo de 2008      | West Hollywood   | Estados Unidos | Roxy Theater                     |
| 23 de mayo de 2008      | San Francisco    | Estados Unidos | Bimbo's 365 Club                 |
| 26 de mayo de 2008      | Vancouver        | Canadá         | Red Room                         |
| 27 de mayo de 2008      | Seattle          | Estados Unidos | The Triple Door                  |
| 29 de mayo de 2008      | Portland         | Estados Unidos | Mission Theatre & Pub            |
| 31 de mayo de 2008      | Chicago          | Estados Unidos | Martyr's                         |
| 2 de junio de 2008      | Minneapolis      | Estados Unidos | Theatre de la Jeune Lune         |
| 6 de junio de 2008      | Toronto          | Canadá         | Queen Elizabeth Theatre          |
| 7 de junio de 2008      | Montreal         | Canadá         | Outremont Theatre                |
| 11 de junio de 2008     | Nueva York       | Estados Unidos | Highline Ballroom                |
| 12 de junio de 2008     | Nueva York       | Estados Unidos | Highline Ballroom                |
| 14 de junio de 2008     | Manchester       | Estados Unidos | Great Stage Park                 |
| 16 de junio de 2008     | Filadelfia       | Estados Unidos | World Cafe                       |
| 18 de junio de 2008     | Washington D. C. | Estados Unidos | Sixth & I Historic Synagogue     |
| 22 de junio de 2008     | Boulder          | Estados Unidos | Fox Theatre                      |
| Europa                  |                  |                |                                  |
| 28 de junio de 2008     | Paris            | Francia        | La Cigale                        |
| 11 de julio de 2008     | Berlin           | Alemania       | Postbahnhof                      |
| 13 de julio de 2008     | Montreux         | Suiza          | Convention Centre                |
| 15 de julio de 2008     | Ámsterdam        | Países Bajos   | Paradiso                         |
| 20 de julio de 2008     | Londres          | Inglaterra     | Somerset House                   |
| 25 de julio de 2008     | Londres          | Inglaterra     | Bush Hall                        |
| 12 de noviembre de 2008 | Londres          | Inglaterra     | Union Chappel                    |
| 21 de diciembre de 2008 | Londres          | Inglaterra     | The Roundhouse                   |
| América del Norte       |                  |                |                                  |
| 14 de enero de 2009     | Sommerville      | Estados Unidos | Sommerville Theater              |
| 16 de enero de 2009     | Filadelfia       | Estados Unidos | The TLA                          |
| 17 de enero de 2009     | Washington D. C. | Estados Unidos | 9:30 Club                        |
| 19 de enero de 2009     | Chicago          | Estados Unidos | Park West                        |
| 20 de enero de 2009     | Saint Paul       | Estados Unidos | Fitzgerald Theater               |
| 22 de enero de 2009     | Denver           | Estados Unidos | Bluebird Theater                 |
| 23 de enero de 2009     | Murray           | Estados Unidos | Murray Theater                   |
| 26 de enero de 2009     | Seattle          | Estados Unidos | Neumos Crystal Ball Reading Room |
| 27 de enero de 2009     | Portland         | Estados Unidos | Wonder Ballroom                  |
| 29 de enero de 2009     | San Francisco    | Estados Unidos | Warfield Theater                 |
| 30 de enero de 2009     | Los Ángeles      | Estados Unidos | Wiltern Theater                  |
| 10 de marzo de 2009     | San Diego        | Estados Unidos | House of Blues                   |
| 11 de marzo de 2009     | Scottdale        | Estados Unidos | Martini Ranch                    |
| 13 de marzo de 2009     | Austin           | Estados Unidos | La Zona Rosa                     |
| 15 de marzo de 2009     | Houston          | Estados Unidos | Warehouse Live                   |
| 16 de marzo de 2009     | Dallas           | Estados Unidos | Grenade Theater                  |
| 18 de marzo de 2009     | Atlanta          | Estados Unidos | Variety Playhouse                |
| 19 de marzo de 2009     | Nashville        | Estados Unidos | Mercy Lounge                     |
| 21 de marzo de 2009     | Detroit          | Estados Unidos | Andrews Hall                     |
| 22 de marzo de 2009     | Cleveland        | Estados Unidos | Beachland Ballroom & Tavern      |
| Europa                  |                  |                |                                  |
| 17 de abril de 2009     | Ámsterdam        | Países Bajos   | Heineken Music Hall              |
| 19 de abril de 2009     | Groningen        | Países Bajos   | Oosterpoort Main Hall            |
| América del Norte       |                  |                |                                  |
| 29 de abril de 2009     | Montreal         | Canadá         | Metrópolis Theater               |
| 30 de abril de 2009     | Toronto          | Canadá         | Massey Hall                      |
| 3 de mayo de 2009       | Boston           | Estados Unidos | Orpheum Theatre                  |
| 4 de mayo de 2009       | Filadelfia       | Estados Unidos | Electry Factory                  |
| 5 de mayo de 2009       | Nueva York       | Estados Unidos | Roseland Ballroom                |
| 29 de junio de 2009     | Los Ángeles      | Estados Unidos | Hollywood Bowl                   |
| Europa                  |                  |                |                                  |
| 12 de julio de 2009     | Róterdam         | Países Bajos   | North Sea Jazz Festival          |

### Recaudaciones
| Lugar                 | Ciudad           | Capacidad             | Recaudación (en dólares) |
| --------------------- | ---------------- | --------------------- | ------------------------ |
| Southampton Guildhall | Southampton      | 1,198 / 1,198 (100%)  | $35,544                  |
| The Roxy              | Los Ángeles      | 547 / 547 (100%)      | $8,946                   |
| Martyr's              | Chicago          | 320 / 320 (100%)      | $4,800                   |
| Outremont Theatre     | Montreal         | 521 / 650 (80%)       | $11,513                  |
| Somerville Theatre    | Somerville       | 899 / 899 (100%)      | $16,980                  |
| The TLA               | Filadelfia       | 1,000 / 1,000 (100%)  | $17,442                  |
| 9:30 Club             | Washington D. C. | 1,200 / 1,200 (100%)  | $24,000                  |
| Park West             | Chicago          | 1,000 / 1,000 (100%)  | $20,000                  |
| Warfield Theatre      | San Francisco    | 2,350 / 2,350 (100%)  | $52,356                  |
| Wiltern Theater       | Los Ángeles      | 2,636 / 2,636 (100%)  | $54,230                  |
| Granada Theatre       | Dallas           | 1,175 / 1,175 (100%)  | $20,047                  |
| Heineken Music Hall   | Ámsterdam        | 5,519 / 5,519 (100%)  | $233,641                 |
| Métropolis            | Montreal         | 1,499 / 1,500 (99%)   | $36,729                  |
| Massey Hall           | Toronto          | 2,663 / 2,663 (100%)  | $83,504                  |
| Orpheum Theatre       | Boston           | 2,491 / 2,822 (88%)   | $60,209                  |
| Roseland Ballroom     | Nueva York       | 3,715 / 3,715 (100%)  | $105,246                 |
| TOTAL                 | TOTAL            | 28,733 / 29,194 (98%) | $775,187                 |

- Datos: Q2759633